# The Moon, the Stars and You
The Moon, the Stars and You från 2011 är ett musikalbum av Nils Landgren. Albumet är en fortsättning på Landgrens balladalbum från 2002, Sentimental Journey.

## Låtlista
1. Moonshadow (Cat Stevens) – 5:11
2. The Moon, the Stars and You (Michael Wollny/Nils Landgren) – 3:28
3. Oh You Crazy Moon (Jimmy Van Heusen/Johnny Burke) – 3:35
4. Joe's Moonblues (Nils Landgren) – 3:58
5. Angels of Fortune (Caecilie Nörby/Lars Danielsson) – 4:52
6. Moon River (Henry Mancini/Johnny Mercer) – 4:32
7. Till There Was You (Meredith Willson) – 3:19
8. Stars in Your Eyes (Herbie Hancock/Gavin Christopher/Ray Parker Jr./Luigi Capuano) – 4:28
9. Please Don't Tell Me How the Story Ends (Kris Kristofferson) – 4:37
10. The Moon's a Harsh Mistress (Jimmy Webb) – 4:46
11. Holofotes (João Bosco/Antonio Cicero/Waly Salomao) – 5:28
12. Lost in the Stars (Kurt Weill/Maxwell Anderson) – 7:23

## Medverkande
- Nils Landgren – trombon, sång
- Michael Wollny – piano
- Lars Danielsson – bas
- Rasmus Kihlberg – trummor
- Gäster
  - Joe Sample – piano
  - João Bosco – gitarr, sång
  - Richard Galliano – dragspel
  - Steve Gadd – trummor
  - Caecilie Nörby – sång
  - NDR Bigband
  - Kungliga Filharmoniska Orkestern, Stockholm